# ボケ (写真)

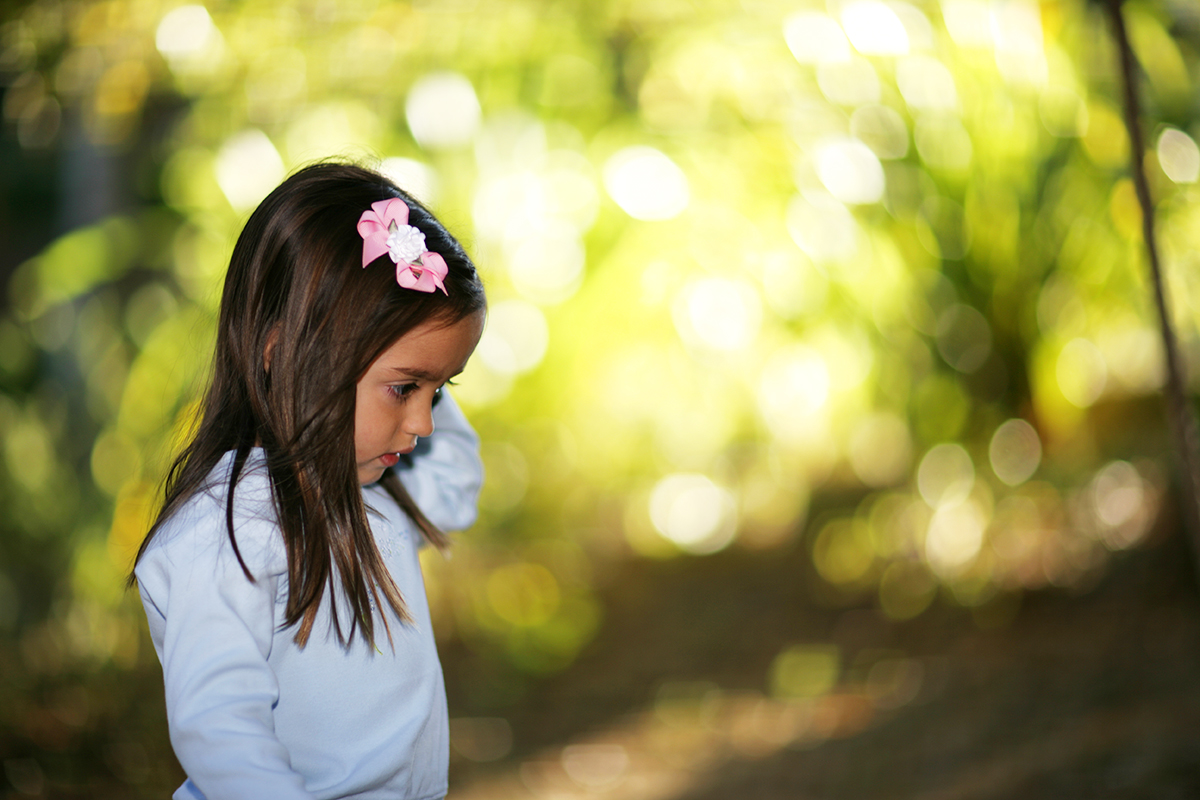
焦点距離85mm 絞りF1.2 (Canon EOS-1Ds MarkII + EF 85mm F1.2L)の時に生じたボケ

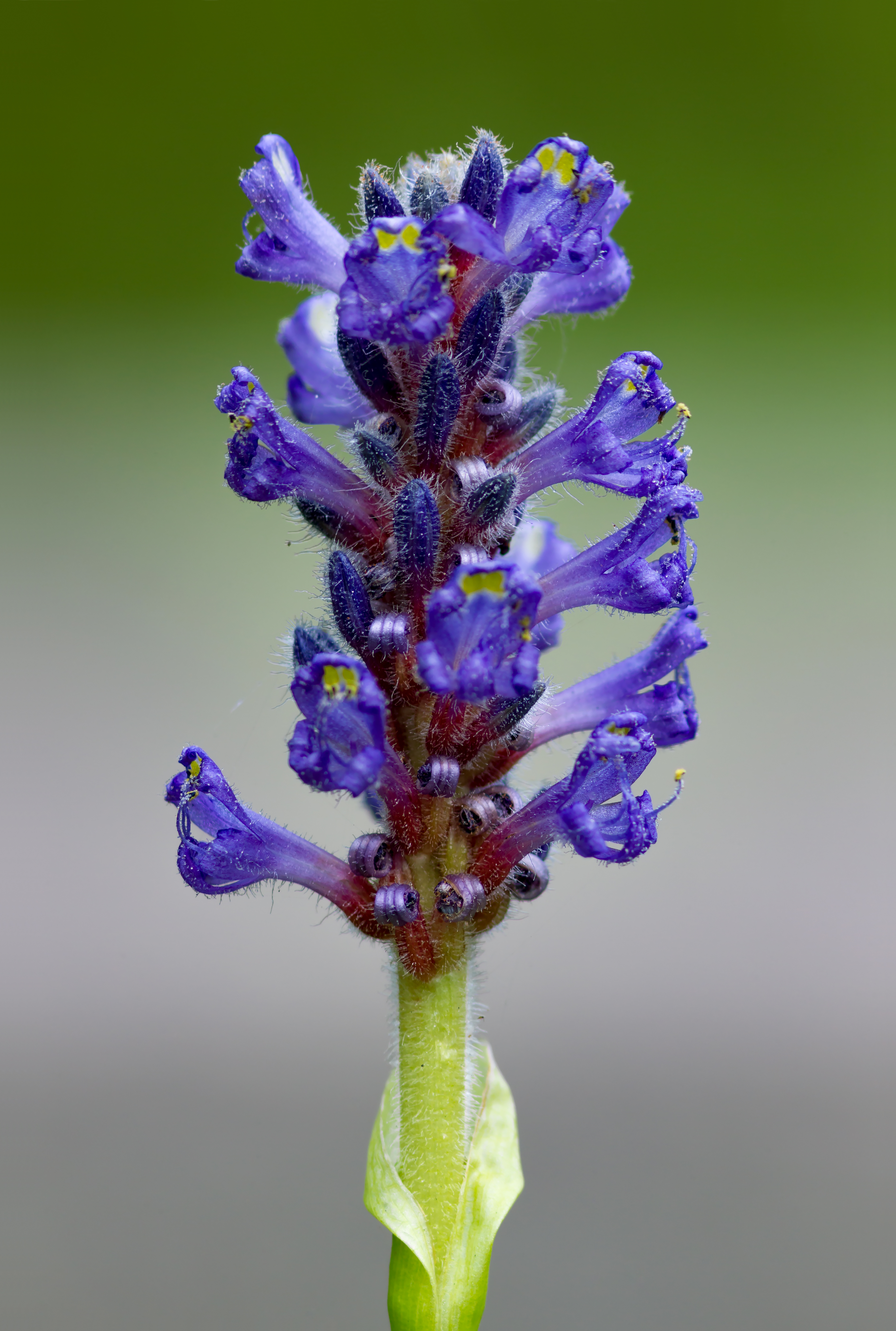
超望遠レンズを使用し被写体を近接で撮影、背景と被写体の距離を離す事により背景の輪郭を完全にぼかしたボケ。この例は焦点距離600mm、背景は上から庭木・明るいコンクリート壁・暗いコンクリート壁。

写真におけるボケ（ぼけ、英: bokeh）とは、レンズの焦点（被写界深度）の範囲外に生みだされるボヤけた領域の美しさ、およびそれを意図的に利用する表現手法である。基本的に主たる被写体にはピントが合っていることが前提であるがソフトフォーカスレンズのピントは合っているが、シャープな像にならない効果もボケの一種である。この概念や手法は日本国外でもbokehと呼ばれている。
これとは対照に、画面のすべてにピントを合わせることをパンフォーカスやディープフォーカスという。
技術的には、意図的に被写界深度が浅くなるように設定することでそのような映像を撮ることができ、映画撮影での同様な表現はシャローフォーカスと呼ばれる。

## ボケ表現の効果
- ボケ表現は写真を見る人に注目させたい部分（主役）を浮き立たせる効果を持つ[5]。たとえば上記の写真では少女のみにピントが合っており背景はぼけているが、この状態では見る人の多くは背景に注目しない[6]。これは心理的な要因によるものであり、これによって写真内に写った余計なものから鑑賞者の目をそらすことができる[6]。
- また、ボケ表現はやわらかい印象を、パンフォーカス表現は硬い印象を与える効果がある。花、動物、子供、若い女性などにボケ表現が多く用いられるのは柔らかく印象付けるのが一つの目的である[1]。
- 逆光で点光源がうまくボケると、レンズによっては玉ボケが生じ、幻想的な効果が生ずる[7][8]。（冒頭の写真に見られる）

## ボケをつくる方法

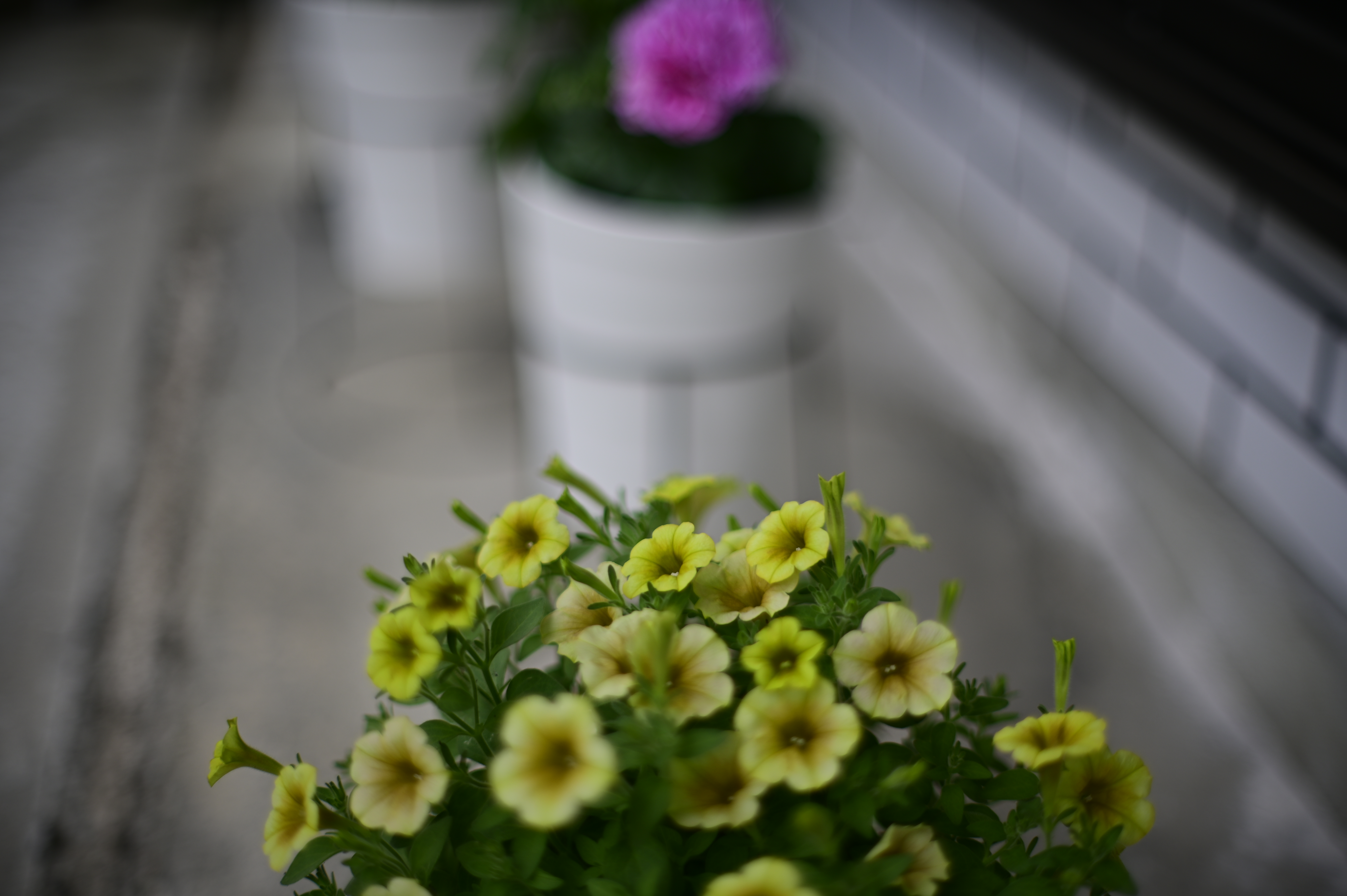
1.絞りを大きく開いて撮影した時のボケ(50mm F1.2、35mmフルサイズを一段絞ってF1.4にて撮影)

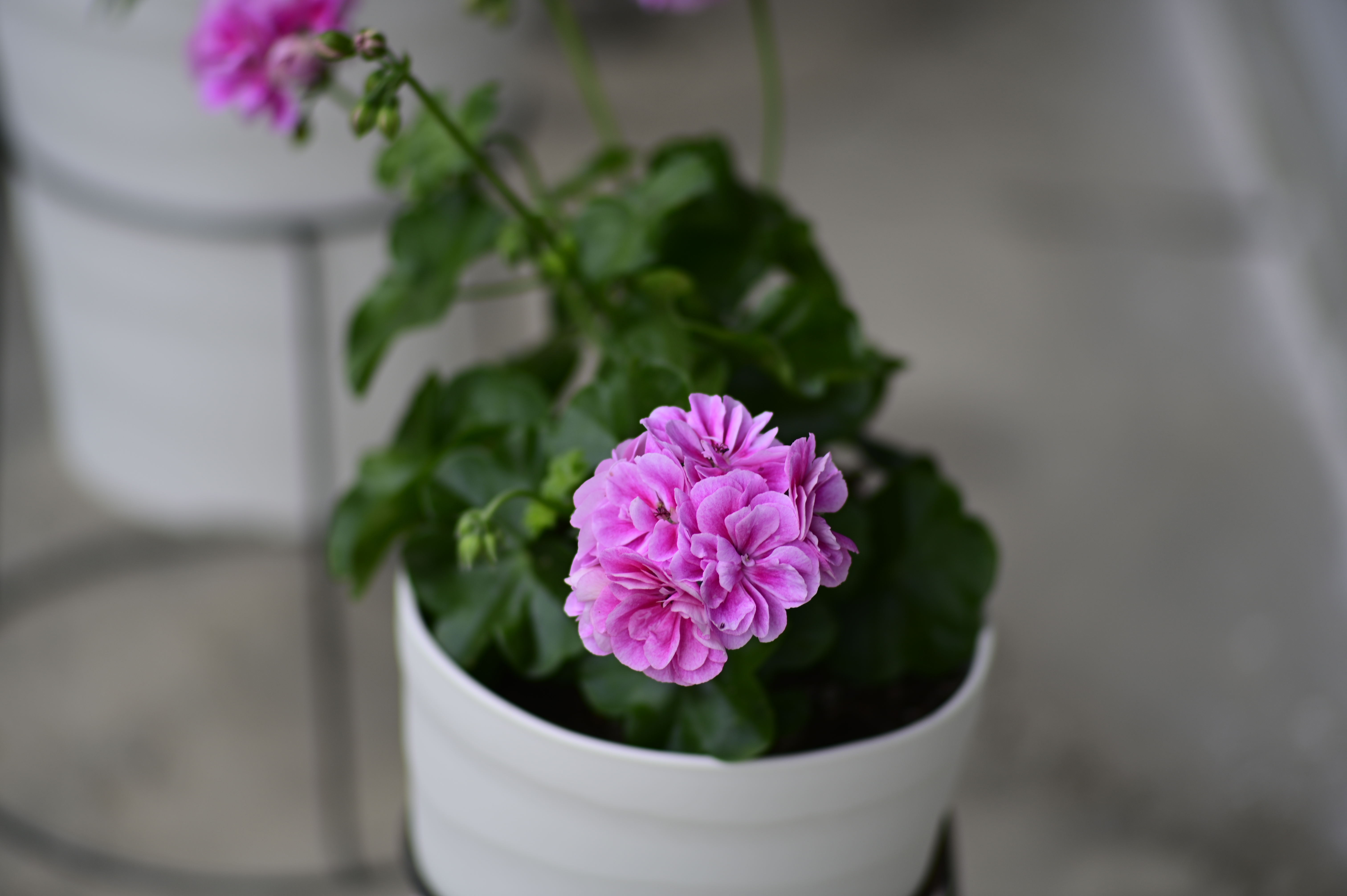
2.焦点距離の長いレンズでのボケ(180mm F2.8、35mmフルサイズ)

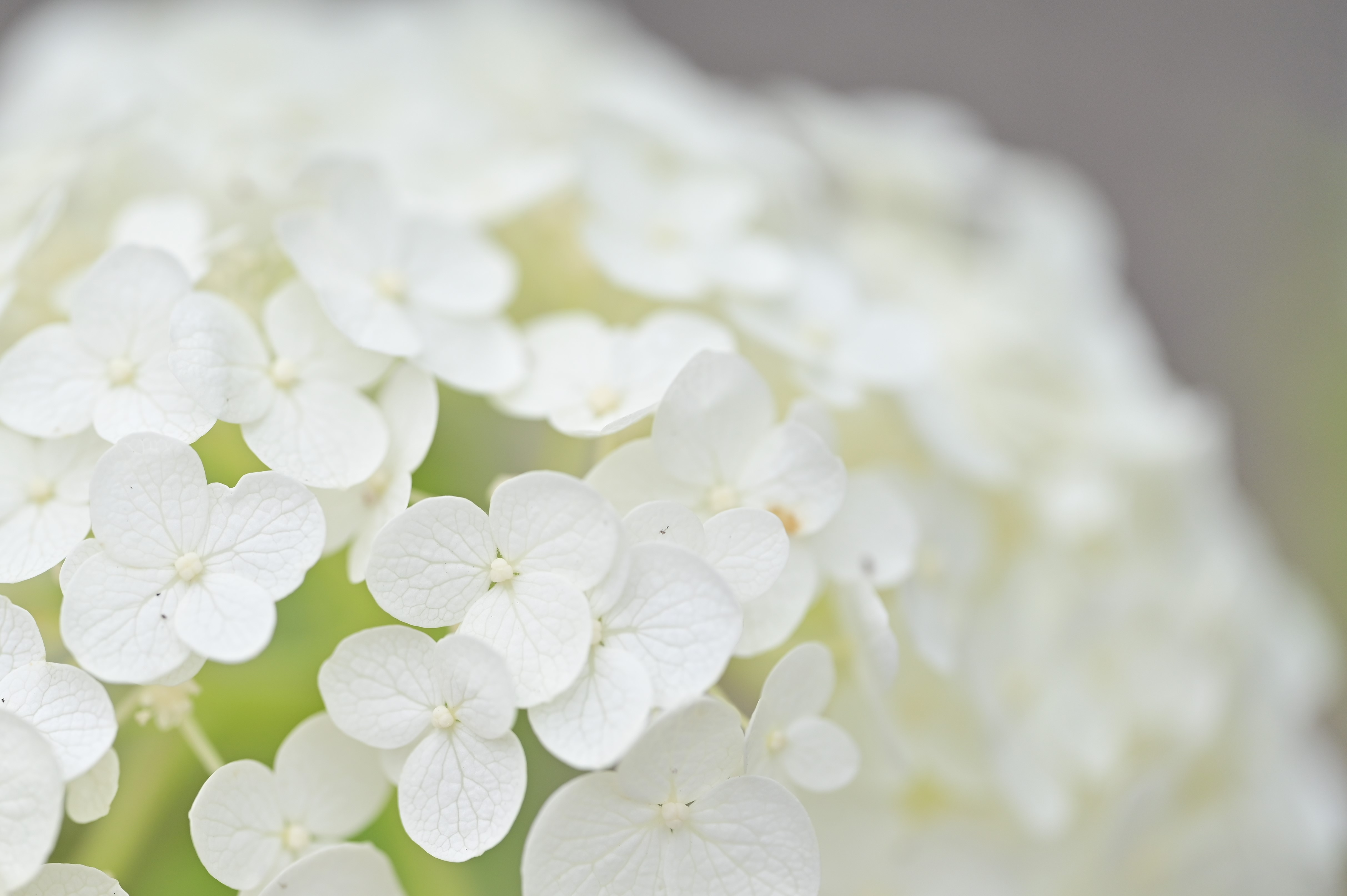
3.マクロレンズを使用した際に生じるボケの例（焦点距離105mm、絞りF3.3）

ボケの作り方には大きく分けて三つの方法がある。
1. 絞りを大きく開く（F値を小さくする）と被写界深度が浅くなり、ピントを合わせた部分の前後がぼける。F値が小さいほどボケの量も大きくなるが、開放絞りではレンズの収差も出やすくなるので、少し絞って撮影する場合も多い[9][10]。
2. 焦点距離の長いレンズ（望遠レンズ）を用いるとやはり被写界深度が浅くなるのでボケを作るのに用いられる[11]。この方法は前記1.と併用してポートレート（人物写真）に多く用いられる。右の花の写真はこの二つの方法を併用している。なお、被写界深度は画角でなく焦点距離に依存するので、同じ画角のレンズならば撮影フォーマットが大きいほどボケを得やすい[12][13]。
3. 被写体に近接して撮影するほど、背景がぼけやすくなる。この方法は花の写真などに用いられる。マクロレンズや接写リングの利用なども有効で、絞り開放と併用すると、幻想的な写真ができる[12][14]。

（上記の通り望遠レンズを用いると被写界深度は浅くなるが、被写体から離れると被写界深度は深くなる。結果として、同じ被写体を同じ大きさで撮影する限り、どのような焦点距離のレンズを使ってもボケ方はほとんど変わらない。ボケを生かした撮影で焦点距離の長いレンズをよく用いるのは、ボケを作るためというよりも、画角を狭くして背景を整理するためである。）

## ボケによる表現手法
ボケによる表現手法は、いくつかの種類に分類できる（ただし、以下の名称は堤一夫 著 「BOKEH PHOTO FAN」による分類をもとにしている。河野鉄平 吉住志穂 ミゾタユキ ナイスク 共著の「かんたんフォトLife 美しいボケの教科書 プロが教える自在にボカすテクニック」では前ボケ・後ボケ・前後ボケ・玉ボケについてしか記述がない）。

### 後ボケ

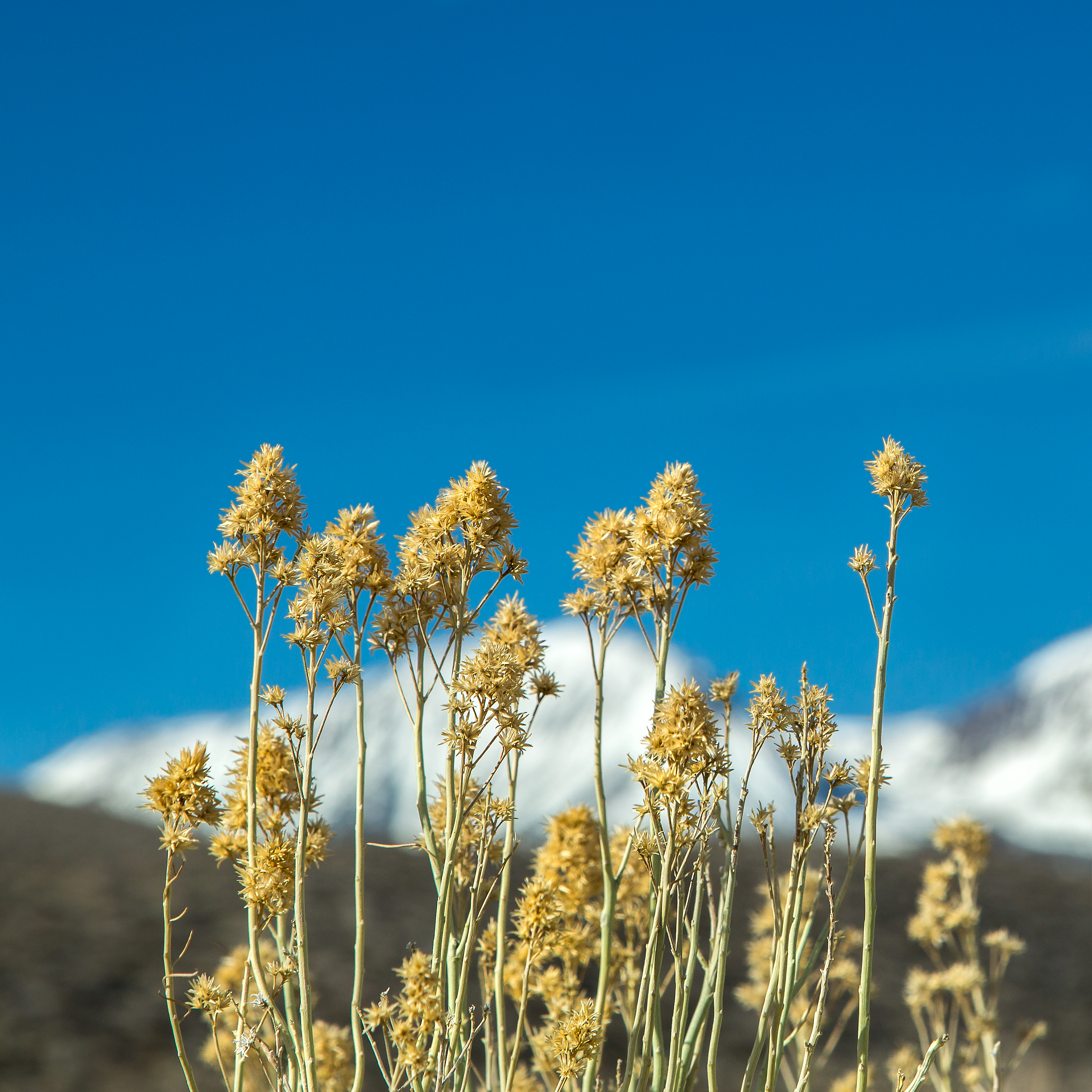
後ボケの例

背景をぼかすことで主となる被写体（主役）を引き立たせる手法である。ポートレートを始め、最も使われている手法といえる。冒頭の少女の写真はじめ上の3枚の写真は典型的な後ろボケ表現である。

### 前ボケ

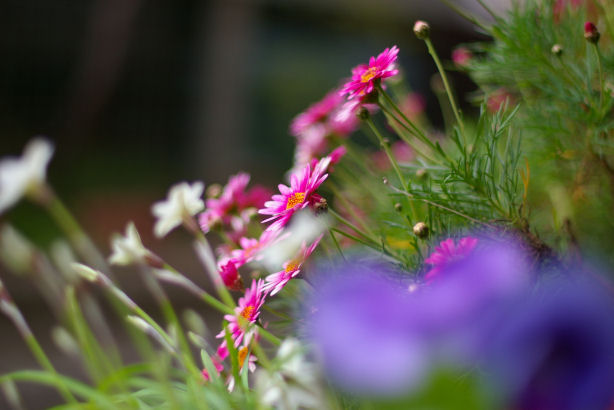
前ボケの例 焦点距離50ミリ、F1.4

被写体の手前にある物体をぼかす表現方法。前ボケの特徴は前ボケにより被写体が部分的に隠れることにある。このため、鑑賞者は被写体の隠れている部分を見たいという意識が働くため、焦点のあった主題が浮き立ち主題の印象が強くなる効果がある。遠近感の強調や花畑や人ごみの群生・密集感を表現したり、ソフトフォーカスの様な柔らかい雰囲気を演出する表現に用いられる。

### 前後ボケ・すき間ボケ
被写体の前後の物体をぼかす手法。前ボケと後ろボケが混じり合って、後ろボケには二重像が発生したり、絵画のようなタッチ発生したりする。マクロ写真などによく見られ、被写体を強調したりソフトフォーカスのような幻想的雰囲気を作る表現に用いられる。

### 被写体ボケ

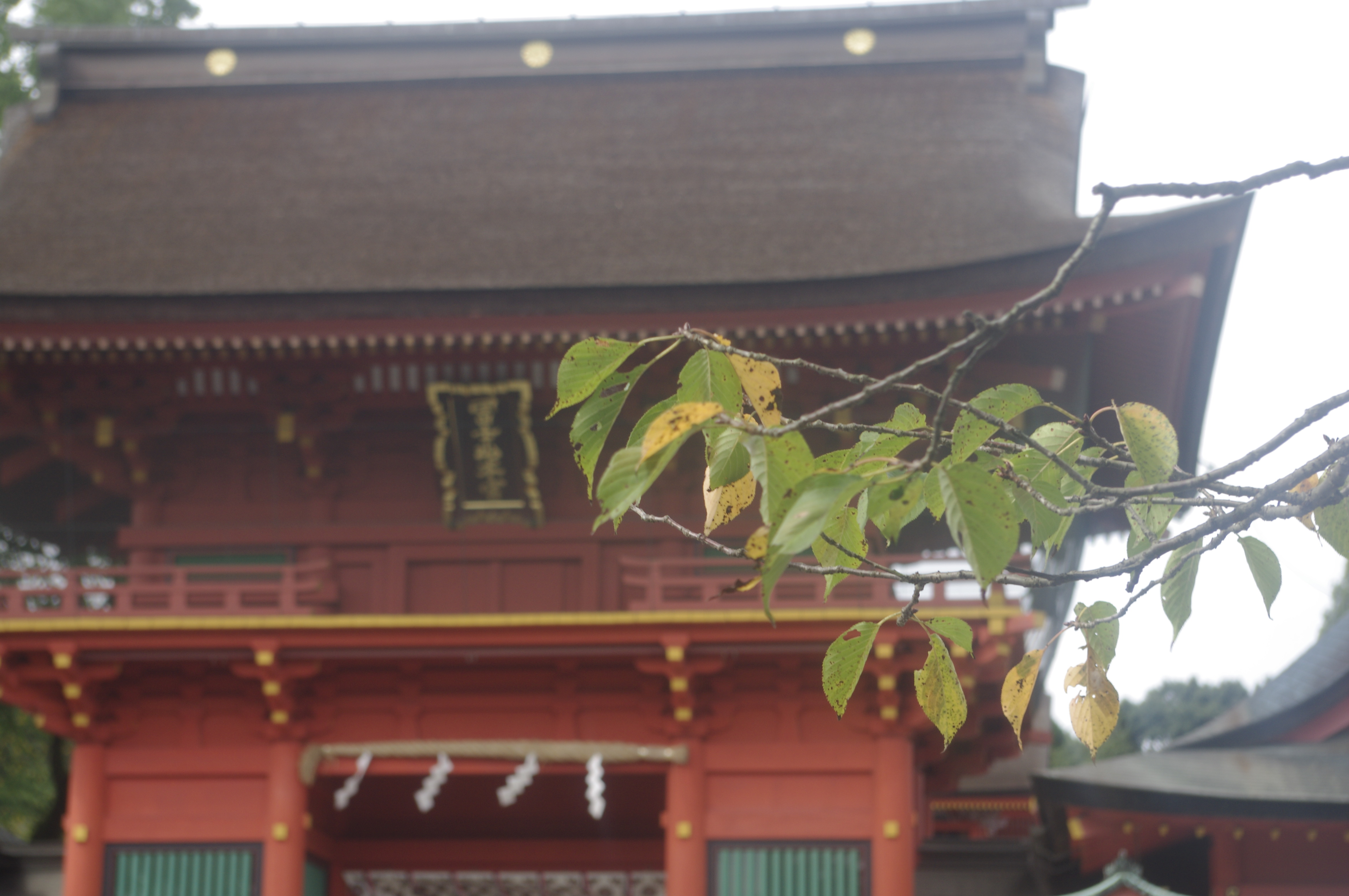
被写体ボケの例。手前の木の枝にピントが合っており、主たる被写体は半ボケの状態である。絞りF8。

主として表現したい被写体そのものをぼかし、その周囲にあるものにピントを合わせる表現方法。あえてピントをずらすことで固定焦点レンズを使用していたコンパクトカメラやハーフサイズカメラ、ポケットカメラのような写りを再現し、写真全体に古めかしい雰囲気を与える効果がある。

### 玉ボケ

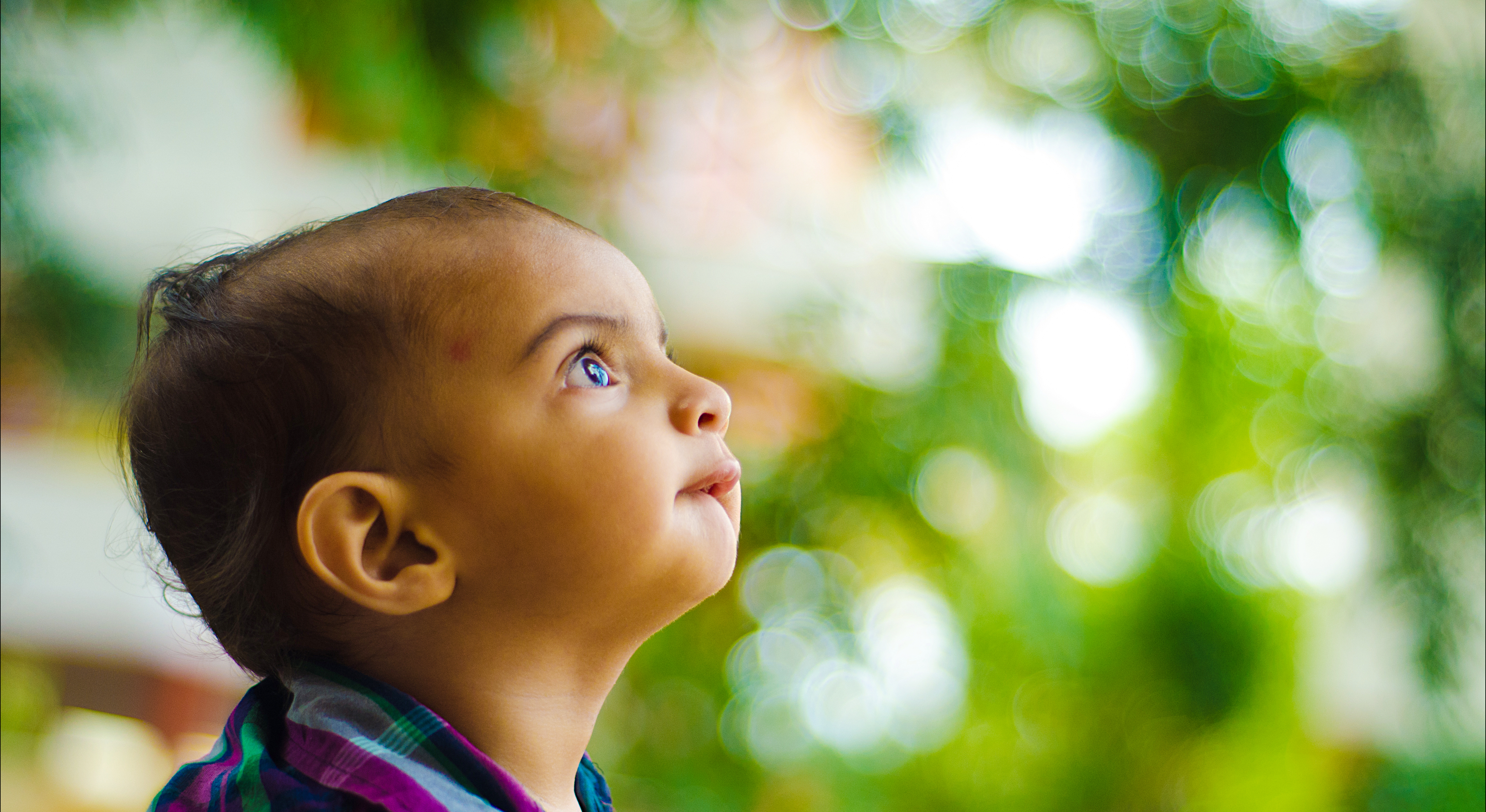
玉ボケの例

撮影主題の前後に玉状のボケを入れることで、キラキラとした映像を作り出すことができる。イルミネーションや木漏れ日などの光源や、光の反射等の点光源がボケることで玉ボケは発生する。

### バブルボケ

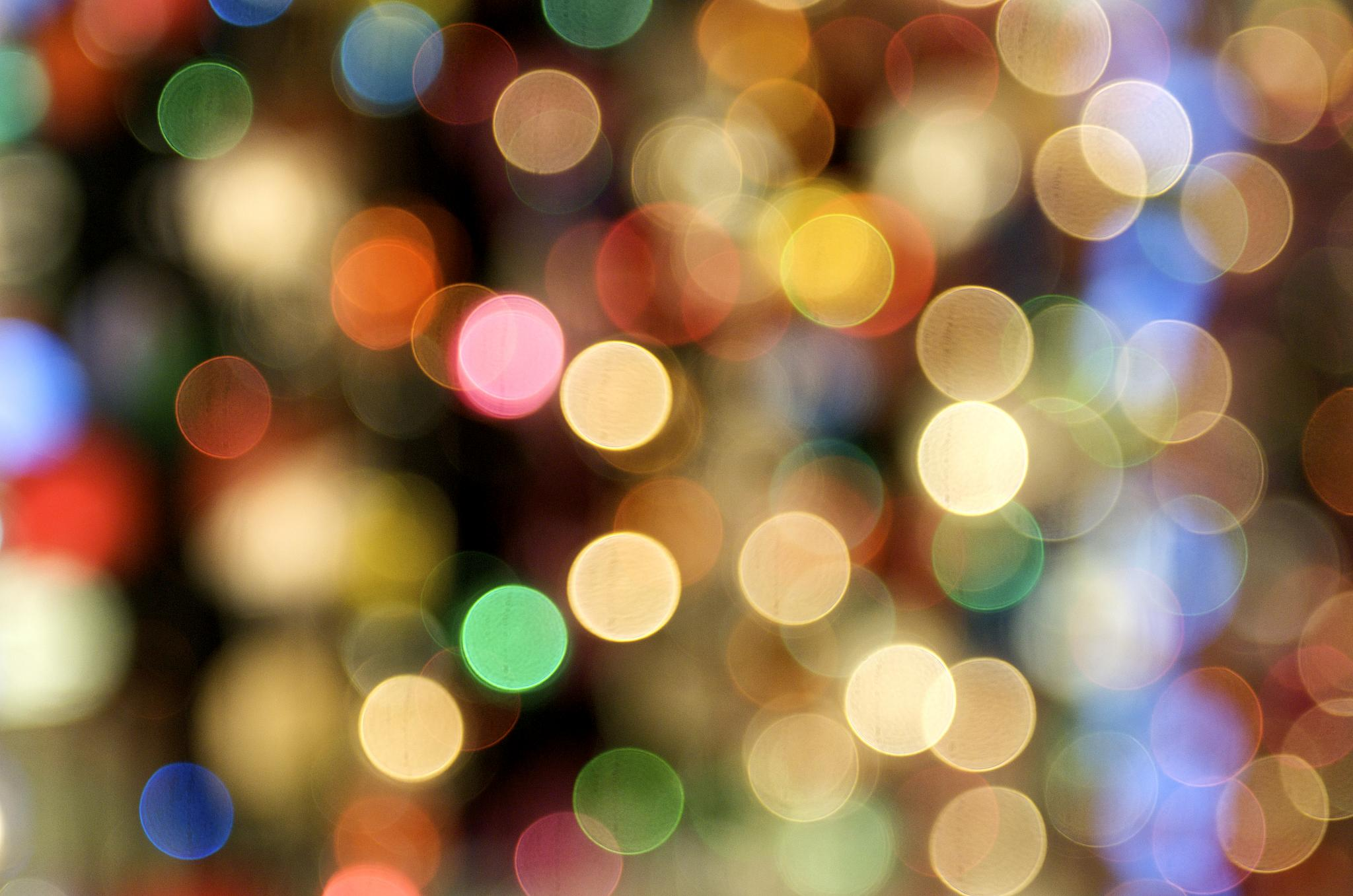
バブルボケの例

玉ボケの中でボケの縁の部分が強い輪郭線を描くものを、玉ボケとは分けてバブルボケという。レンズ設計時に解像度を上げるため球面収差を過剰補正することで発生することがある。元来、このボケは煩わしいボケとして嫌われていた。現代のレンズでは光学性能が向上したため発生することはほとんどない。このため、逆に、バブルボケが新鮮と捉えられるようになって光学性能の低いオールドレンズをあえて使うようなことも起きている。

### リングボケ

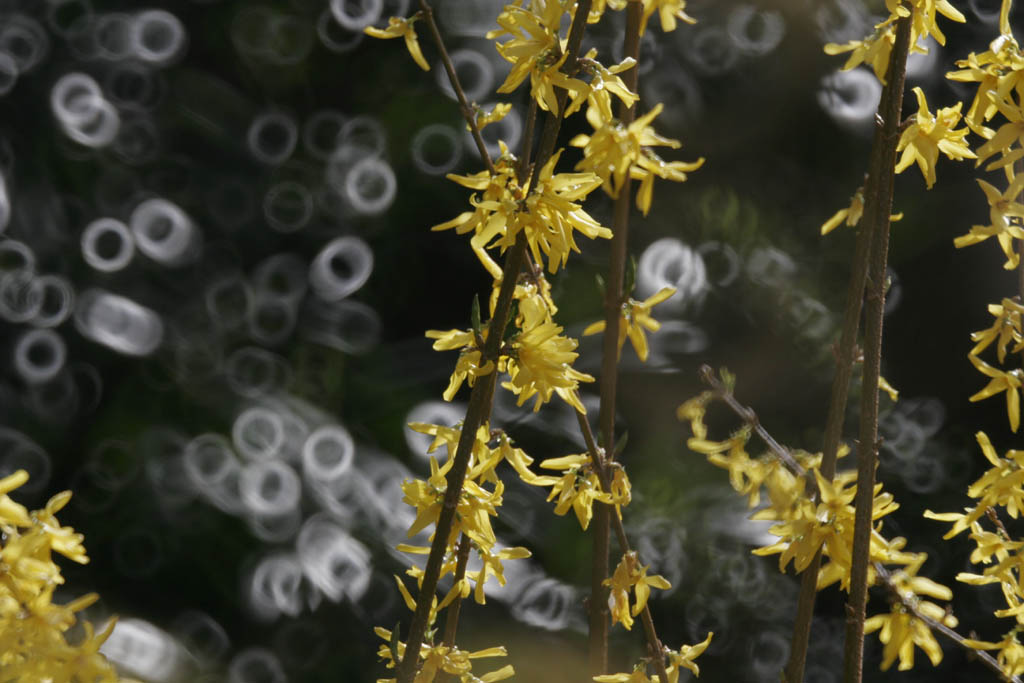
リングボケの例

反射望遠レンズでは光を鏡で反射させることで望遠レンズの全長を短くすることができる。しかし、前玉の裏にある鏡が影になってしまうことでリングボケが発生する。リングボケも過去には欠点と言われていたが、現在ではレンズの個性として見直されている。

### 二線ボケ
線が二重にボケて背景が煩雑になるのが二線ボケで、一般的には汚いボケと言われている。しかし、場合によっては二線ボケが発生することでボケが複雑となり筆跡のような雰囲気を作り出すこともある。

### グルグルボケ

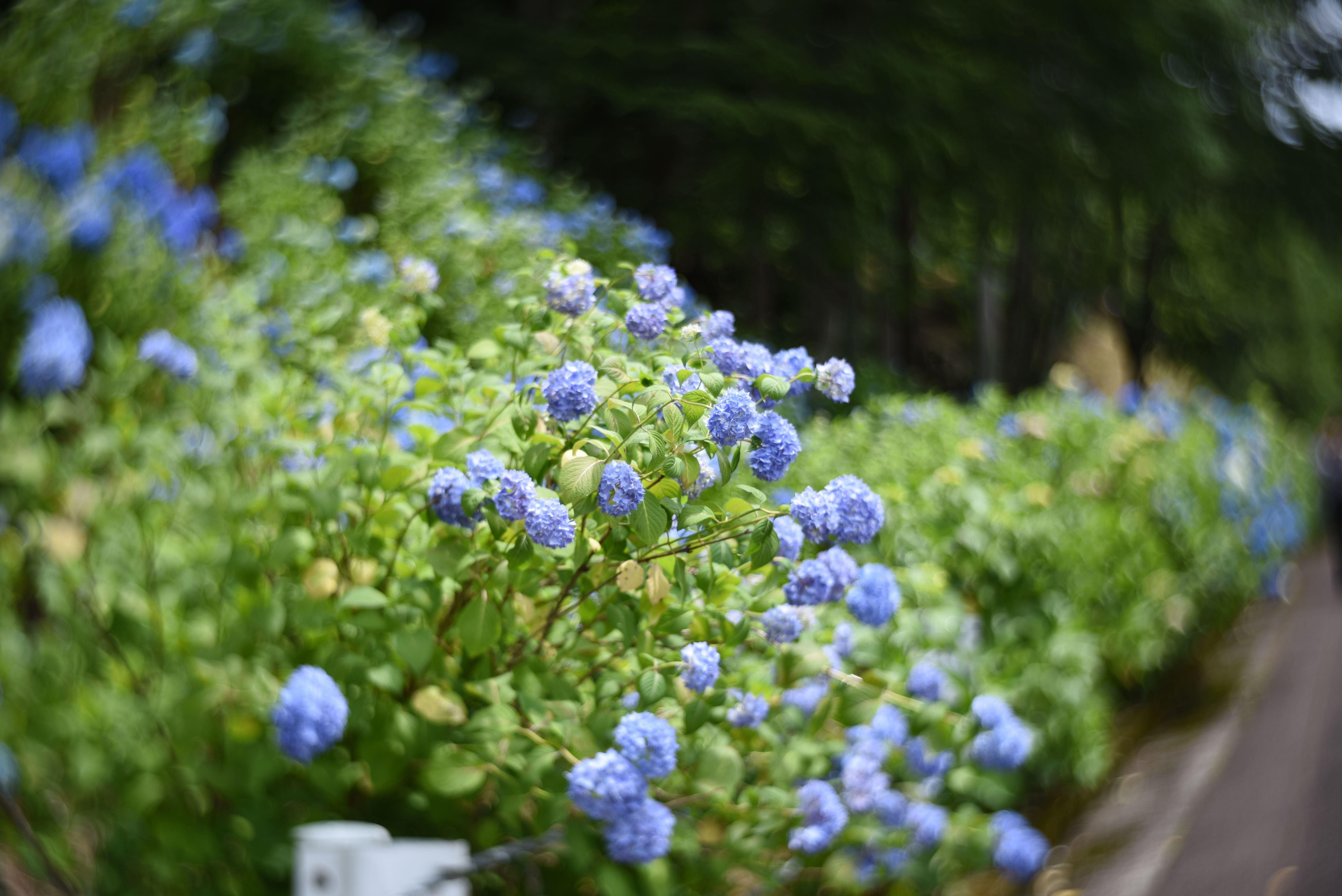
グルグルボケの例

ボケが同心円上に発生するためグルグルボケと言われ、非点収差が原因で発生する。今では、背景のボケが中心の撮影主題に視線を集める効果として使われている。また、近年敢えてグルグルボケを発生させるようなレンズもいくつか販売されている。

### ティルトボケ

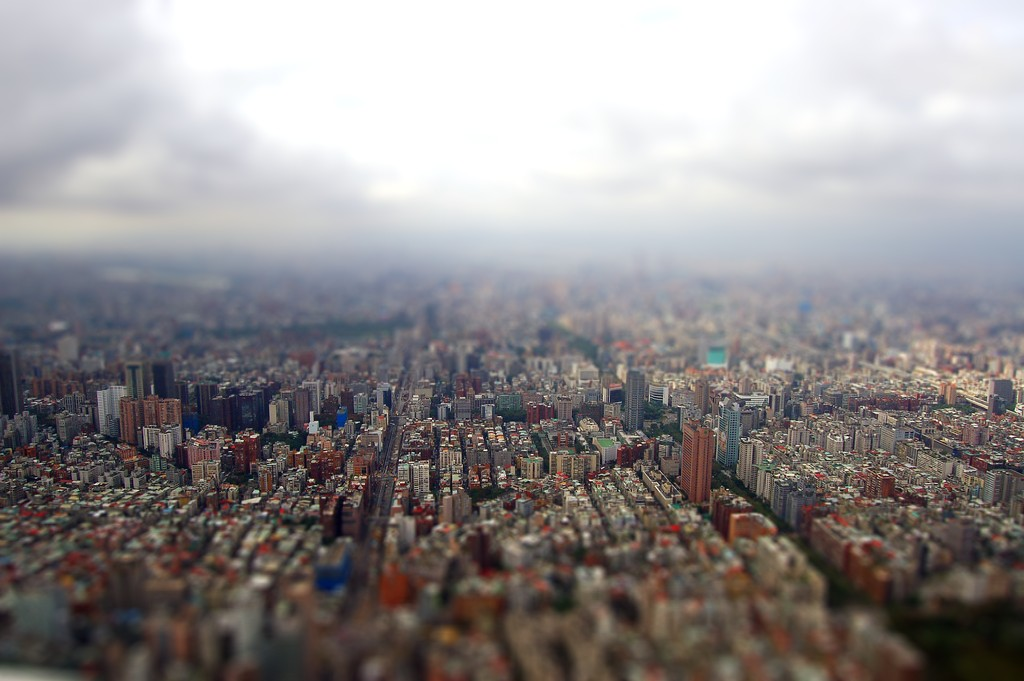
ティルトボケの例

ティルトシフト撮影に使用するレンズやマウントアダプターを使用し、本来はレンズを斜めに傾けることで光軸を変化させ、被写界深度を調節し厳密なパンフォーカスを実現する機能を逆用し、被写界深度を敢えて狭めてボケる範囲を広くする手法。

### フレア

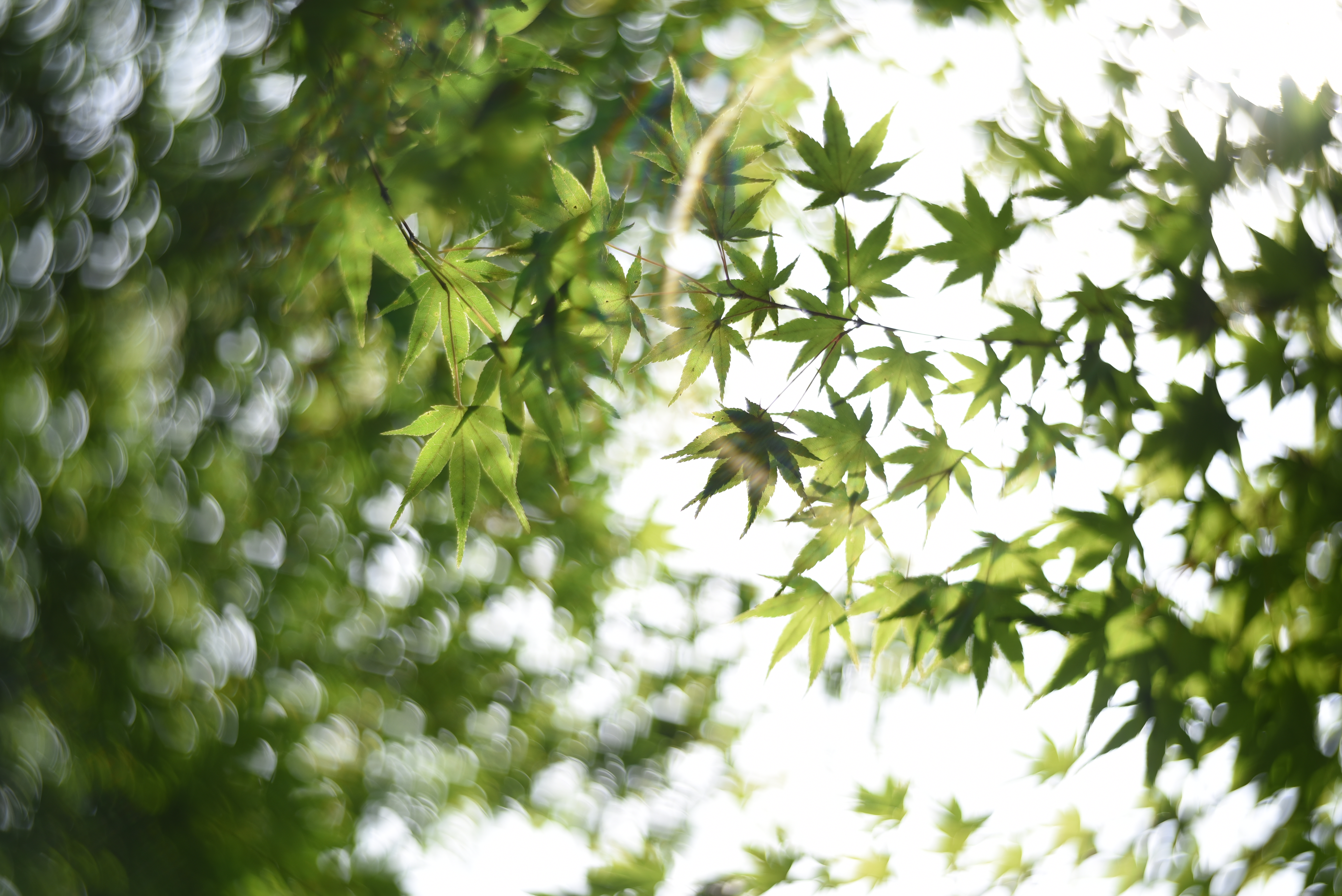
フレアーとゴーストの例

逆光時に太陽光などの光源の影響を受けレンズやボディのなかで光が反射することで画面にカブリやムラが出る現象が発生することがある。特にレンズのコーティング技術が未熟だった時代のレンズではフレアーが大量に発生した。このため、画面の一部または全体が白っぽくシャープさがない写真になることが多い。しかし、花の撮影などでは、画面にソフト効果を出すために意図的にフレアを入れて撮影する表現方法もある。

### ゴースト
ゴーストは逆光時などにレンズ内に強い光が入ると、光源から同一直線上に円や絞りの形やレンズ鏡筒内の構造物などが反射した光が現れる現象で、フレア同様レンズのコーティング技術が未熟だった時代のレンズや現代のレンズでもレンズ枚数の多いズームレンズで発生する。ゴーストは夏の強い日差しをイメージさせたい時等に使用する。

### 両面反射ゴースト
写真の明るい部分と暗い部分の境界で輪郭が複数発生する現象。デジタルカメラの撮像素子を覆うガラスとレンズの後玉との間で光の反射が繰り返されることで偶発的に発生する。デジタルカメラの撮像素子を覆うガラスにも精度の高いコーティングが施されるようになったため、現代のレンズとの組み合わせではほとんど発生しない。しかし、コーティング技術が未熟だった時代のレンズでは発生する。

### ソフトフォーカス

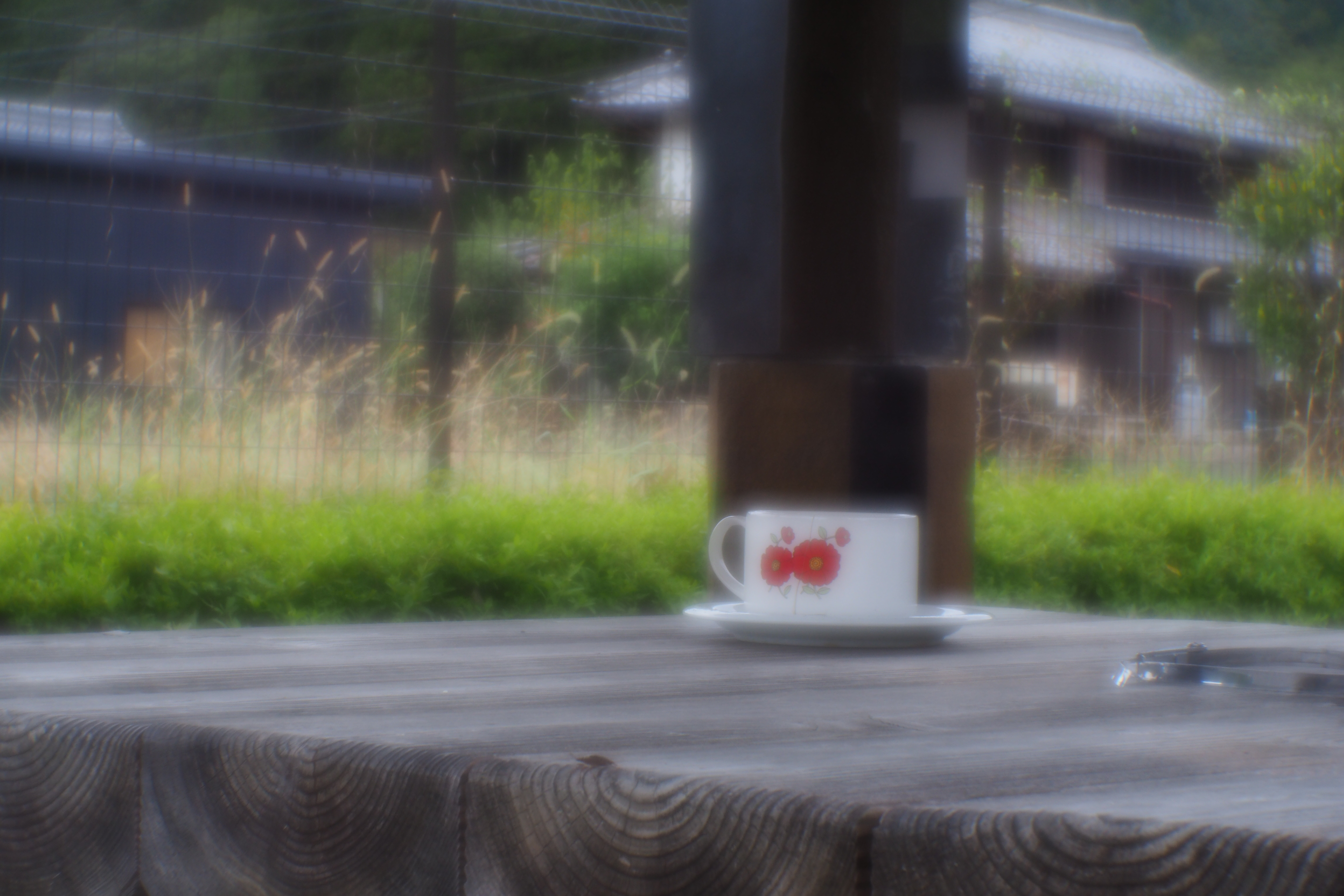
ソフトフォーカスの例

撮影主題（例えばモデルの目）に焦点があっているがシャープにならず、柔らかく滲んでボケる。曇りや汚れがあるレンズで発生するため、経年劣化した古いレンズはソフトフォーカスになる場合がある。また、敢えてソフトフォーカスになるよう設計製造されたレンズもある。

### ノンフォーカス
感性に訴える技術。意図的にボケが一番美しくなるようにコントロールして焦点を調節する。ボケ具合をコントロールして写真にするのでボケコントロールとも呼ばれる。

### 手持ちティルトボケ
ティルトシフト撮影に使用するレンズやマウントアダプターを使用せず、レンズを本体から外し手持ちでティルトボケを作り出す手法。機材による制約がないのでレンズを傾ける角度を大きくすることができボケ量が増大する。手持ちであるため精度と再現性に問題がある。また、カメラ本体とレンズの間から光が入るので光を遮蔽するための工夫も必要。

### 手持ちリバースボケ
専用の機材を使うとレンズを前後逆に装着することができ、等倍以上のマクロ撮影ができる。これを手持でカメラとレンズ（前後逆向き）で密着させて撮影する手法。メーカー想定外の使用方法であり画質は専用機材を使用したような高画質にはならないが、極端な接写をすることで周辺部が流れるような特殊なボケが発生する。

## 機材

### レンズによるボケの違い （ボケ味）
ボケ表現を用いた場合の背景 （および前景） のボケの風合いは、撮影時の設定が同じであっても、使用されるレンズによって異なってくる。
ぼけた像が具体的にどのようになるかは、（背景にある）被写体の、ピントから外れた場所におけるある点像が、フィルムまたは撮像素子上にどのような広がりをもって写し出されるかによる。平面から平面に移るピントの合った像とは異なり、ボケの像はレンズの設計によって千差万別であり、レンズの個性ともとらえられる。個々のレンズのボケの風合いのことをボケ味と称する。
点像が、なだらかな広がりをもった像に移らないと、棒状の物体が2本に分かれたり（二線ボケ）、甚だしくは具合の違う複数のボケがゴースト状に重なって写りこむ。このような現象は、ある程度高解像度の映像を、拡大表示しなければ意識的に捉えられることはない。しかし、なんとなく「ガチャガチャとした感じ」になることから、特に芸術写真の場合には、かなり低解像度な状態でプリントした場合でも確実に閲覧者に心理的影響を与える。このようなレンズはボケ味が悪いと表現される。
一般にズームレンズは単焦点レンズと比べてF値が大きい、つまり、暗いレンズであるためボケ味を得るのが難しく、単焦点レンズがボケの描写には有利となる。また、二線ボケなどの現象が発生していない状態をボケ味がなめらかであると称する。
レンズによっては、背景に同心円状の歪みが生じることがある。主にレンズ焦点距離位置を最短距離側あるいはF値開放で撮影するとこの現象は起き易くなる。この現象は、渦巻き収差（非点収差）と呼ばれる。
特異なボケが得られる例に、反射光学系がある。点像が反射鏡の形状を反映し明確なリング状になるため、リング状のボケが得られる。

### デジタルカメラとボケ
光学的には、撮影フォーマット（判型もしくはイメージセンサーのサイズ）とボケの大きさには相関がある。同じ画角・同じ明るさで撮影しようとしたとき、判型もしくはイメージセンサーのサイズが小さいほど被写界深度が深いため、ボケは小さくなる。
デジタルカメラであってもコンパクトカメラなどレンズ一体型のカメラは、一般にライカ判よりもずっと小さなサイズの撮影素子を採用していることが多く、そのようなカメラで得られるボケは相対的に少なくなる。また、レンズ交換式カメラでは、同一のマウントであっても撮像素子のサイズが異なる場合があり（フルサイズ＝ライカ判とAPS-C等）、同じレンズを使用してもレンズのボケの表現は撮影素子の大小により違ってくる。
デジタルカメラではライブビューモニタがあるため、フィルムカメラと異なり撮影したその場でボケの効果を比較的容易に確認でき、よりボケ量を調節した撮影が容易になった。

### 特殊機材
滑らかなボケ像のために特殊な設計がされたスムース・トランスファー・フォーカスレンズがある。またボケ像のためにミノルタTC-1等、完全に円形の絞りが採用されたレンズやカメラがある。

## ボケを排する意見
白川義員は『山岳写真の技法』に第2章おいて、とくに山岳写真ではフレーム内にあるいかなる被写体にもピントが合っている（パンフォーカス）べきであり、意味のないものはフレームから外すべきである、と述べている。また、山岳写真においてはソフトフォーカスなどは無意味だとも述べている。第6章の『露出のテクニック』では『山岳写真の場合、いろいろ批判もあるようですが、私は画面の中にあるものはすべてピントを合わせます』（山岳写真の技法第6章18ページ12〜13行目より引用）とも述べている。